# Nội các Tổng lý đại thần nhà Thanh
Thủ tướng Đế quốc Đại Thanh (tiếng Trung: 內閣總理大臣, Nội các Tổng lý Đại thần) là chức vụ đại thần đứng đầu nội các triều đình nhà Thanh đầu thế kỷ XX. Chức vụ được thành lập ngày 8 tháng 5 năm 1911, như một phần của nỗ lực không thành công của Thanh triều tạo ra một chế độ quân chủ lập hiến ở Trung Quốc.

## Lịch sử
Vào đầu những năm 1900, dưới áp lực cải cách, triều đình nhà Thanh bắt đầu thực hiện cải cách hiến pháp ở Trung Quốc để ngăn chặn những cuộc cách mạng. Các cải cách bao gồm phác thảo của Hiến pháp Hoàng gia được thông qua vào năm 1908, đã ra lệnh rằng cuộc bầu cử cho hội đồng tỉnh phải được tổ chức trong vòng một năm. Vào tháng 5 năm 1911, Thanh triều đã thay thế cơ quan Quân cơ xứ bằng một nội các 13 thành viên, do Khánh Thân vương Dịch Khuông giữ chức Tổng lý Đại thần của Nội các Hoàng gia. Tuy nhiên, nội các bao gồm 9 người Mãn Châu, và 7 trong số đó là thành viên của hoàng tộc. Tuy nhiên, nội các hoàng gia này bị xem như một giải pháp phản động, "cải lùi", không thực tâm, được mô tả như là "một Quân cơ xứ cũ mang tên Nội các".
Khi khởi nghĩa Vũ Xương nổ ra vào tháng 10 năm 1911, triều đình đã triệu tập Viên Thế Khải để chỉ huy quân Bắc Dương dập tắt cuộc cách mạng. Viên được bổ nhậm vào chức vụ Tổng lý Đại thần vào ngày 2 tháng 11 năm 1911, ngay sau khi Khánh Thân vương từ chức. Viên giữ chức vụ này cho đến tháng 3 năm 1912, sau khi ông đàm phán với Hoàng hậu Long Dụ về sự thoái vị của Hoàng đế Tuyên Thống để chuyển sang chế độ Cộng hòa.
Chức vụ Tổng lý Đại thần được phục hồi một thời gian ngắn trong tháng 7 năm 1917, khi Trương Huân nỗ lực để khôi phục chế độ quân chủ nhà Thanh. Tuy nhiêu, vương triều chỉ thoi thóp được vài ngày trước khi Bắc Kinh được tái chiếm bởi phe Cộng hòa.

## Danh sách Nội các Tổng lý Đại thần Đại Thanh
Không đảng phái
      Quân Bắc Dương
- giai đoạn: 8 tháng 5 năm 1911 – 10 tháng 3 năm 1912

| № | Chân dung | Tên (Năm sinh–Năm mất)                       | Kỳ hạn làm việc     | Kỳ hạn làm việc     | Ngày | Đảng chính trị                            | Hoàng đế               |
| - | --------- | -------------------------------------------- | ------------------- | ------------------- | ---- | ----------------------------------------- | ---------------------- |
| 1 |           | Dịch Khuông 慶親王 Yī Kuāng (1838–1917)      | 8 tháng 5 năm 1911  | 1 tháng 12 năm 1911 | 177  | Không đảng phái (Nhà Thanh) (Hoàng tộc)   | Tuyên Thống (Phổ Nghi) |
| 1 |           |                                              |                     |                     |      |                                           |                        |
| 2 |           | Viên Thế Khải 袁世凱 Yuán Shìkǎi (1859–1916) | 2 tháng 12 năm 1911 | 10 tháng 3 năm 1912 | 129  | Quân Bắc Dương                            | Tuyên Thống (Phổ Nghi) |
| 2 |           |                                              |                     |                     |      |                                           |                        |
| 3 |           | Trương Huân 張勳 Zhāng Xūn (1854–1923)       | 1 tháng 7 năm 1917  | 12 tháng 7 năm 1917 | 11   | Không đảng phái (Quân phiệt) (Phục hoàng) | Phổ Nghi               |
| 3 |           |                                              |                     |                     |      |                                           |                        |